# Norifumi Suzuki
Norifumi Suzuki (鈴木則文?, Suzuki Norifumi; Shizuoka, 26 novembre 1933 – 15 maggio 2014) è stato un regista e sceneggiatore giapponese.

## Biografia
Norifumi Suzuki iniziò la sua carriera nel cinema in veste di sceneggiatore, scrivendo otto film tra il 1964 e il 1968 e creando la serie Red Peony. Il 1968 fu l'anno del suo debutto nella regia cinematografica con The Secret of the Fylfot. Successivamente alternò il ruolo di sceneggiatore a quello di regista, dirigendo nel 1971 Girl Boss Blues: Queen Bee's Counterattack, secondo film della serie Girl Boss, interpretato da Reiko Ike, con la quale il regista stabilì un duraturo sodalizio. Nel 1973 Suzuki diresse il suo film più conosciuto, Sex and Fury.
Ha diretto 45 film, per la maggior parte appartenenti al genere Pinky violence, di cui è considerato una delle figure chiave, tra i quali titoli divenuti cult movie come Sex and Fury, Girl Boss Guerilla e Terrifying Girls' High School: Lynch Law Classroom. Ha lanciato nel novero delle star del genere l'attrice Reiko Ike e ha lavorato in prevalenza per la Toei Company. Nel 1985 ha ricevuto il premio alla carriera al Yokohama Film Festival.

## Estetica e stile
Caratteristica principale del regista fu uno stile più occidentale rispetto ad altri registi giapponesi. I suoi film insistevano sulla tortura, attuendone la morbosità ed esaltandone la bellezza, grazie ad inquadrature raffinate. Nei suoi lavori non manca una critica alla società giapponese, alla politica e alla religione.

## Filmografia parziale

### Regista
- The Secret of the Fylfot (Shinobi no manji) (1968)
- Girl Boss Blues: Queen Bee's Counterattack (Mesubachi no gyakushu) (1971)
- Night salon: Donne per piaceri particolari (現代ポルノ伝 先天性淫婦) (1971)
- Girl Boss Blues: Queen Bee's Challenge (Mesubachi no chosen) (1972)
- Girl Boss Guerilla (Sukeban Gerira) (1972)
- Girl Boss Revenge: Sukeban (Sukeban) (1973)
- Sex and Fury (Furyô anego den: Inoshika Ochô) (1973)
- School of the Holy Beast (Seijū gakuen) (1974)
- Terrifying Girls' High School: Lynch Law Classroom (Kyôfu joshikôkô: bôkô rinchi kyôshitsu) (1973)
- Dabide no hoshi: Bishōjo-gari (1979)